# فلوريان ماير (لاعب كرة قدم)
فلوريان ماير (بالألمانية: Florian Meyer)‏ (و. 1987  م) هو لاعب كرة قدم، من ألمانيا، ولد في بريتتس، يلعب كلاعب وسط.

## وصلات خارجية
- فلوريان ماير على موقع قاعدة بيانات كرة القدم.إي يو (الإنجليزية)
- فلوريان ماير على موقع بيانات كرة القدم. دي إي (الألمانية)
- فلوريان ماير على موقع عالم كرة القدم.نت (الإنجليزية)